# Câncer de vesícula biliar
Câncer de vesícula biliar (português brasileiro) ou cancro da vesícula biliar (português europeu) é um tipo relativamente incomum de câncer. Se é diagnosticado precocemente, pode ser curado com a remoção da vesícula biliar (colecistectomia). Geralmente é encontrado após o aparecimento de sintomas como dor abdominal e icterícia, e após ter se espalhado para outros órgãos, como o fígado.

## Fatores de risco
- Sexo e idade: As mulheres são mais afetadas que os homens, geralmente entre as idades de 50 e 60 anos.
- A obesidade aumenta o risco para o câncer de vesícula biliar.
- O carcinoma primária está relacionado à colecistite e colelitíase.
- O álcool é um fator de risco".[6][7]

## Tratamento
Se descoberto precocemente, o câncer é tratado cirurgicamente, com a remoção da vesícula biliar (colecistectomia) e dissecção dos linfonodos. Além da cirurgia pode ser utilizado quimioterapia e radioterapia.

## Galeria

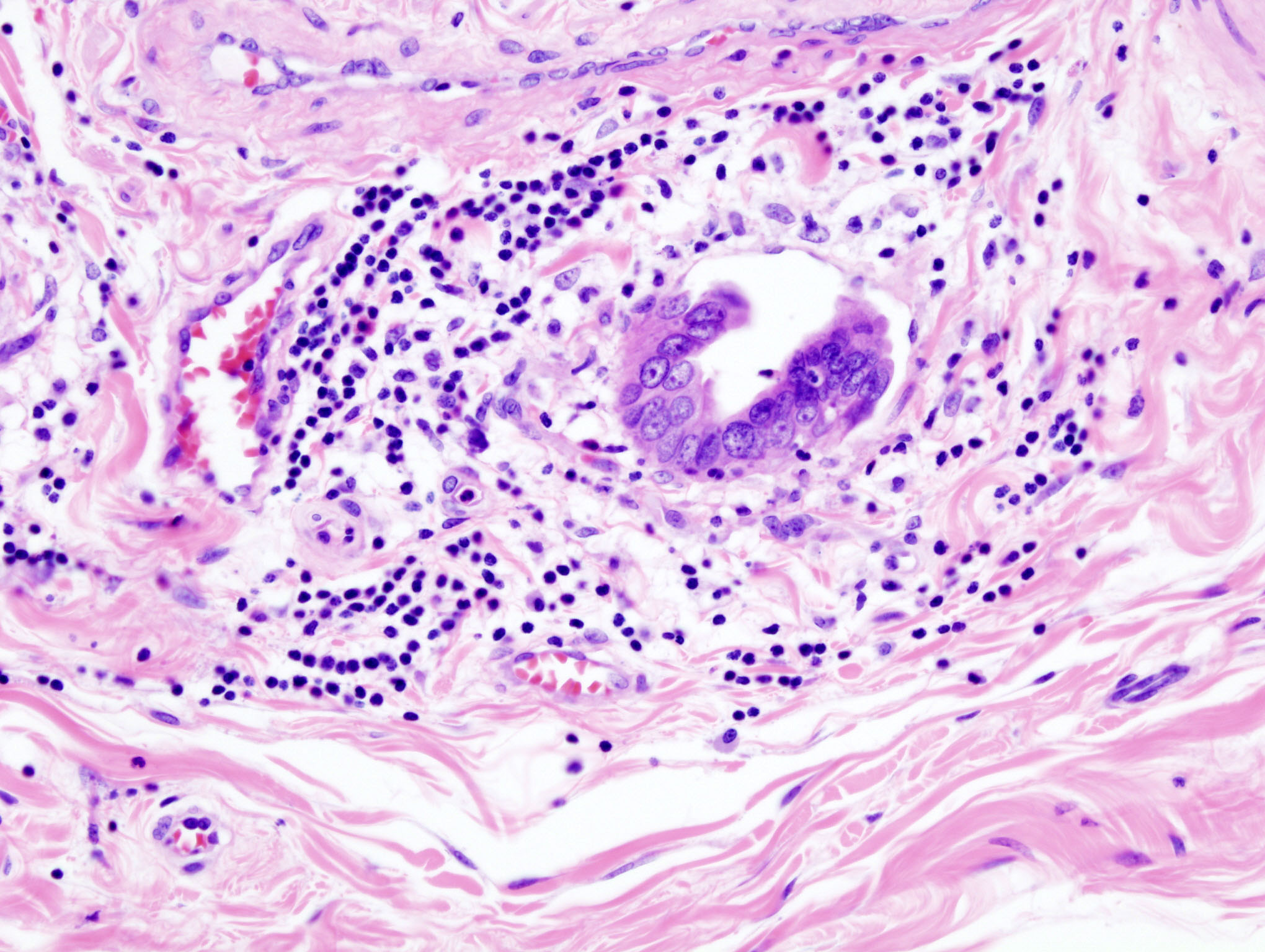
Invasão linfática de adenocarcinoma na vesícula biliar capturada numa histopatologia
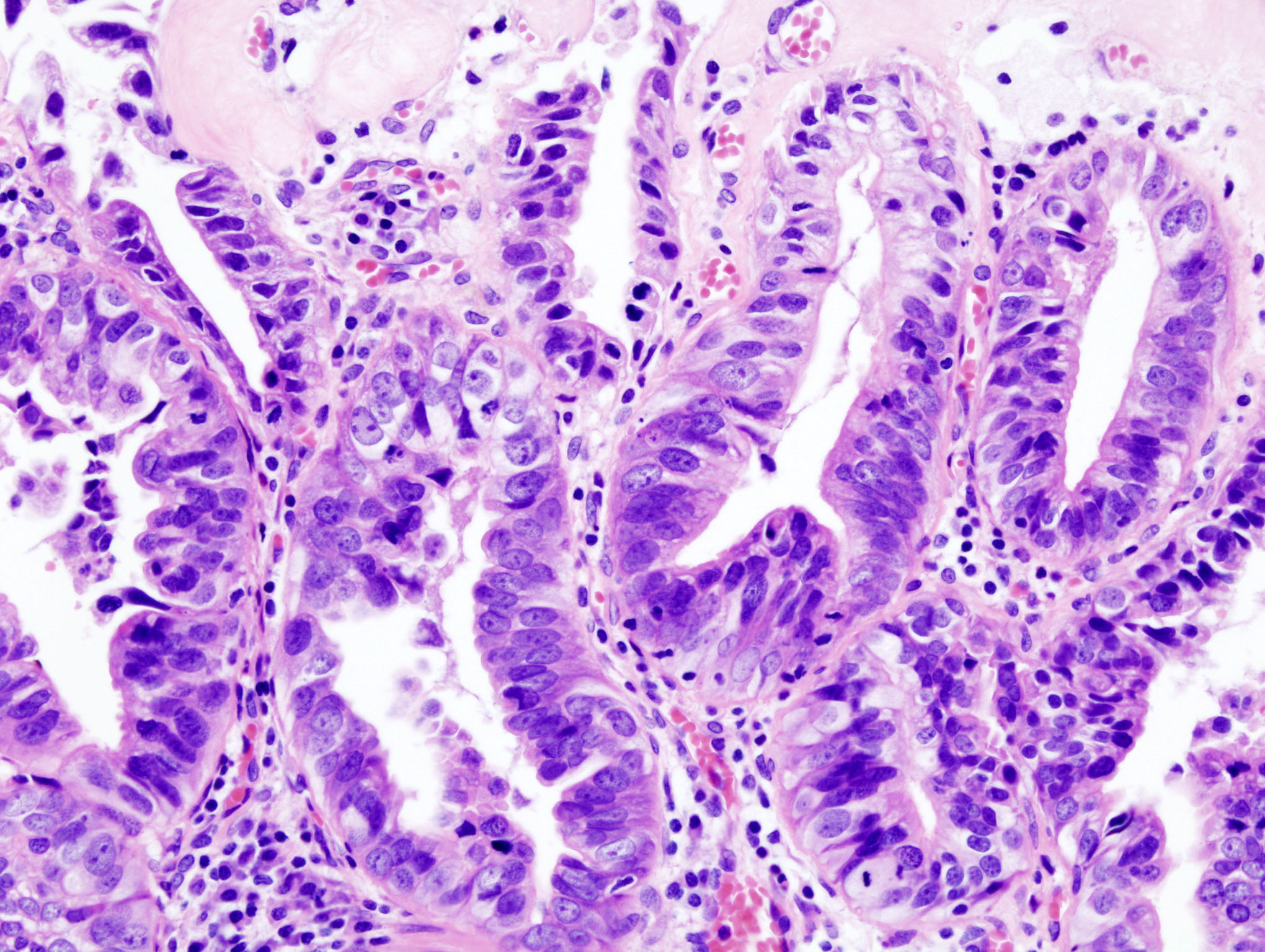
Histopatologia de um adenocarcinoma da vesícula
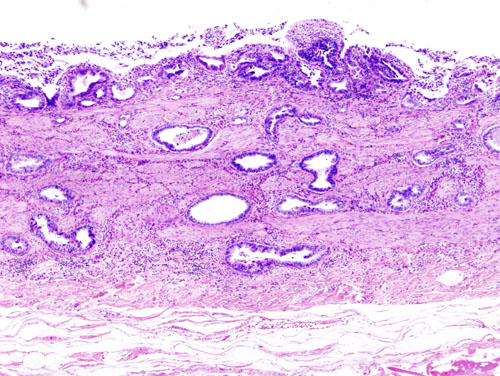
Câncer biliar descoberto após uma colecistectomia